# Aniceto (nombre)
Aniceto es un nombre propio masculino de origen griego en su variante en español. Proviene del griego Ανίκητος (Aníkētos), que significa "invencible".

## Santoral
- San Aniceto, papa. Fiesta el 17 de abril.
- San Aniceto de Remesiana, autor del Tedeum, fiesta el 22 de junio.

## Variantes
- Femenino: Aniceta.

### Variantes en otros idiomas
| Variantes en otras lenguas | Variantes en otras lenguas |
| -------------------------- | -------------------------- |
| Español                    | Aniceto                    |
| Alemán                     | Anicetus                   |
| Asturiano                  | Anicetu                    |
| Búlgaro                    | Аникет (Aniket)            |
| Catalán                    | Anicet                     |
| Checo                      | Anicetus                   |
| Croata                     | Anicet                     |
| Danés                      | Anicetus                   |
| Eslovaco                   | Anicet                     |
| Esperanto                  | Aniceto                    |
| Estonio                    | Anicetus                   |
| Euskera                    | Anizeto                    |
| Finlandés                  | Anicetus                   |
| Francés                    | Anicet                     |
| Gallego                    | Aniceto                    |
| Griego                     | Ανίκητος (Aníkētos)        |
| Holandés                   | Anicetus                   |
| Húngaro                    | Anicét                     |
| Inglés                     | Anicetus                   |
| Italiano                   | Aniceto                    |
| Latín                      | Anicetus                   |
| Letón                      | Anikets                    |
| Lituano                    | Anicetas                   |
| Noruego                    | Anicetus                   |
| Polaco                     | Anicet                     |
| Portugués                  | Aniceto                    |
| Rumano                     | Anicet                     |
| Ruso                       | Аникет (Aniket)            |
| Sardo                      | Anicètu                    |
| Serbio                     | Аникет (Aniket)            |
| Sueco                      | Anicetus                   |
| Ucraniano                  | Анікет (Aniket)            |